# Walther Paul Fischer
Walther Paul Fischer (* 17. Januar 1889 in Reutlingen; † 6. Januar 1961 in Marburg) war ein deutscher Anglist.

## Leben
Fischer studierte seit 1907 an der München und von 1909 bis 1910 in Montpellier. Nach der Promotion 1912 an der University of Pennsylvania mit der Arbeit (The literary relations between La Fontaine and the 'Astrée' of Honoré d’Urfé, 1913) und Habilitation (Die persönlichen Beziehungen Richard Monckton Milnes', ersten Barons Houghton, zu Deutschland unter besonderer Berücksichtigung seiner Freundschaft mit Varnhagen von Ense) 1919 in Würzburg wurde er 1922 Professor in Dresden. Vier Jahre später wurde er nach Gießen berufen, und nach der Schließung der Universität 1946 lehrte er bis zur Emeritierung 1955 in Marburg. Am 15. Oktober 1937 hatte er die Aufnahme in die NSDAP beantragt und wurde rückwirkend zum 1. Mai desselben Jahres aufgenommen (Mitgliedsnummer 5.428.401).

## Schriften (Auswahl)
- Amerikanische Prosa. Vom Bürgerkrieg bis auf die Gegenwart (1863–1922). Leipzig 1926, OCLC 3023833.
- Hauptfragen der Amerikakunde. Studien und Aufsätze. Bielefeld 1928, OCLC 890702332.
- Die englische Literatur der Vereinigten Staaten von Nordamerika. Potsdam 1931, OCLC 12158934.
- Deutscher Kultureinfluß am viktorianischen Hofe bis zur Gründung des Deutschen Reiches (1870). Gießen 1951.